# Man of the Woods
Man of the Woods é o quinto álbum de estúdio do cantor estadunidense Justin Timberlake. O seu lançamento ocorreu em 2 de fevereiro de 2018, através da RCA Records. A produção do álbum foi feita por Timberlake, The Neptunes, Timbaland, Danja, J-Roc, Eric Hudson e Rob Knox. O disco mostra Timberlake experimentando elementos de R&B, funk, pop, soul e americana. O álbum tem o nome de seu filho Silas, cujo nome significa "Homem da floresta". O primeiro single do álbum, "Filthy", foi lançado em 5 de janeiro de 2018, seguido por "Supplies" e "Say Something" em 19 e 26 de janeiro, respectivamente. A faixa-título do álbum também foi acompanhada por um videoclipe. O disco estreou no topo parada de álbuns dos Estados Unidos com 300.000 unidades vendidas na primeira semana.

## Antecedentes
Depois de terminar a turnê mundial em divulgação a seus álbuns anteriores, The 20/20 Experience e The 20/20 Experience – 2 of 2, Timberlake anunciou uma pausa de um ano e retornou para produzir a trilha sonora do filme Trolls, do qual também é protagonista. Com a trilha sonora, houve o lançamento de "Can't Stop the Feeling!", que tornou-se sua primeira canção a chegar ao topo da Billboard Hot 100 em nove anos e a faixa mais vendida de 2016 nos Estados Unidos. Numa entrevista para a rádio em maio de 2016, o cantor confirmou estar a trabalhar em um novo álbum pela primeira vez, mas sem previsão de lançamento: "Creio que o lugar em que cresci tem uma grande influência. Eu cresci no Tennessee, bem no centro do país — Memphis é conhecida como o lugar de origem do rock and roll, mas também a casa do blues, mas Nashville está bem perto, então há uma boa quantidade de country." Em entrevistas seguintes, Timberlake confirmou estar trabalhando com produtores como Timbaland, Pharrell Williams e Max Martin, acrescentando: "É o álbum que mais soa com o lugar onde cresci... é música do Sul dos Estados Unidos. Mas eu quero fazer com que soe moderna – essa é a ideia por enquanto". Em dezembro de 2017, o TMZ noticiou que o artista havia entrado com um processo para registrar legalmente as frases "Man of the Woods" e "Fresh Leaves", dizendo, ainda, que talvez se tratassem do título do álbum e do primeiro single; no mesmo mês, o site oficial do cantor passou a mostrar um novo logo, com as letras "MOTW".
Timberlake se apresentou no show do intervalo do Super Bowl LII, sendo realizado no U.S. Bank Stadium em Minneapolis, Minnesota em 4 de fevereiro de 2018. Através de suas redes sociais, ele confirmou que Man of the Woods seria lançado em 2 de fevereiro; o primeiro single, "Filthy", foi disponibilizado em 5 de janeiro junto com a pré-venda do disco.

## Recepção da crítica
| Críticas profissionais | Críticas profissionais |
| Pontuações agregadas   | Pontuações agregadas   |
| Fonte                  | Avaliação              |
| ---------------------- | ---------------------- |
| Metacritic             | 55/100                 |
| Avaliações da crítica  |                        |
| Fonte                  | Avaliação              |
| The A.V. Club          | B-                     |
| The Daily Telegraph    | [ 17 ]                 |
| Entertainment Weekly   | B                      |
| Exclaim!               | [ 19 ]                 |
| The Guardian           | [ 20 ]                 |
| The Independent        | [ 3 ]                  |
| NME                    | [ 21 ]                 |
| The Observer           | [ 22 ]                 |
| Pitchfork              | 3.8/10                 |
| Rolling Stone          | [ 24 ]                 |

Man of the Woods recebeu críticas mistas de críticos de música. No Metacritic, que atribui uma classificação normalizada de 100 a críticas da crítica mainstream, o álbum tem uma pontuação média de 55 com base em 29 revisões, indicando "revisões mistas ou médias".
Christopher R. Weingarten da Rolling Stone, fez uma resenha positiva ao álbum, dizendo que "partes de Man of the Woods são sua música mais exploratória em anos." Escrevendo para a Variety, Chris Willman expressou que "há muitas razões para gostar do Man of the Woods, não menos importante, ele tem uma boa batida e você pode dançar", e concluiu que "é a ousadia totalmente estranha de Timberlake arrastando figurativamente Pharrell e Danja para o meio de um campo gelado que torna o álbum memorável. Inegavelmente, o verdadeiro ele agora – funkster e homem de família." Jason Lipshutz da Billboard, resumiu sua revisão dizendo: "Man of the Woods vale a pena explorar, mas já vale a pena se perguntar como Timberlake o segue." A revista Q disse que "em toda parte, Man of the Woods brilha brilhantemente entre o pop e o country." A Billboard incluiu o álbum entre os 50 melhores álbuns do primeiro semestre de 2018.
Man of the Woods recebeu uma nota B da Entertainment Weekly,  enquanto a The Guardian e a NME deram a ele três de cinco estrelas. Em seu comentário para o A.V. Club, Annie Zaleski disse: "Na melhor das hipóteses, essa abordagem leva a redemoinhos sonoros." Brock Radke do Las Vegas Weekly considerou o álbum mais experimental de Timberlake que está longe de ser um fracasso, e isso porque seus pontos brilhantes realizam o objetivo singular de toda a música de Timberlake: fazer as pessoas não-dançantes se levantarem e dançarem sem remorso ou autoconsciência." Ele considerou "Higher, Higher" a melhor faixa do álbum, e "Midnight Summer Jam" uma "festa de soul de retorno à Earth, Wind & Fire". Escrevendo para a Exclaim!, Ian Gormely deu ao álbum 5 de 10 pontos, dizendo que ele é "imaculadamente bem produzido e tocado", mas também notando que "o som e a sensação não são substitutos para o soul." Jamieson Cox, da Pitchfork, classificou o álbum com uma nota 3,8/10 e chamou-o de "um grande passo em falso para a estrela pop", bem como "caloroso, indulgente, inerte e vazio".
A faixa "The Hard Stuff" foi considerada pela Time como a 4ª pior música de 2018.

## Lista de faixas
| N.º            | Título                                | Compositor(es)                                                                              | Produtor(es)                 | Duração |  |
| 1.             | "Filthy"                              | Justin Timberlake, Larrance Dopson, James Fauntleroy, Floyd Nathaniel Hills, Timothy Mosley | Timberlake, Timbaland, Danja | 4:53    |  |
| 2.             | "Midnight Summer Jam"                 | Timberlake, Chad Hugo, Pharrell Williams                                                    | Timberlake, The Neptunes     | 5:12    |  |
| 3.             | "Sauce"                               | Timberlake, Hills, Mosley                                                                   | Timberlake, Timbaland, Danja | 4:05    |  |
| 4.             | "Man of the Woods"                    | Timberlake, Hugo, Williams                                                                  | Timberlake, The Neptunes     | 4:03    |  |
| 5.             | "Higher, Higher"                      | Timberlake, Hugo, Williams                                                                  | Timberlake, The Neptunes     | 4:18    |  |
| 6.             | "Wave"                                | Timberlake, Hugo, Williams                                                                  | Timberlake, The Neptunes     | 4:24    |  |
| 7.             | "Supplies"                            | Timberlake, Hugo, Williams                                                                  | Timberlake, The Neptunes     | 3:45    |  |
| 8.             | "Morning Light" (com Alicia Keys)     | Timberlake, Alicia Cook, Robin Tadross                                                      | Timberlake, Rob Knox         | 4:02    |  |
| 9.             | "Say Something" (com Chris Stapleton) | Timberlake, Dopson, Fauntleroy, Hills, Mosley, Christopher Stapleton                        | Timberlake, Timbaland, Danja | 4:39    |  |
| 10.            | "Hers (Interlude)"                    | Timberlake                                                                                  | Timberlake                   | 1:01    |  |
| 11.            | "Flannel"                             | Timberlake, Hugo, Williams                                                                  | Timberlake, The Neptunes     | 4:49    |  |
| 12.            | "Montana"                             | Timberlake, Hugo, Williams                                                                  | Timberlake, The Neptunes     | 4:39    |  |
| 13.            | "Breeze Off the Pond"                 | Timberlake, Hugo, Williams                                                                  | Timberlake, The Neptunes     | 4:11    |  |
| 14.            | "Livin' Off the Land"                 | Timberlake, Hugo, Williams                                                                  | Timberlake, The Neptunes     | 4:53    |  |
| 15.            | "The Hard Stuff"                      | Timberlake, Tadross                                                                         | Timberlake, Knox             | 3:15    |  |
| 16.            | "Young Man"                           | Timberlake, Hills, Mosley                                                                   | Timberlake, Timbaland, Danja | 3:45    |  |
| Duração total: | Duração total:                        | Duração total:                                                                              | Duração total:               | 65:54   |  |

## Desempenho nas tabelas musicais
| Paradas (2018)                        | Melhor posição |
| ------------------------------------- | -------------- |
| Alemanha (Offizielle Deutsche Charts) | 1              |
| Austrália (ARIA)                      | 2              |
| Bélgica (Ultratop Valônia)            | 6              |
| Bélgica (Ultratop Flandres)           | 1              |
| Canadá Albums Chart (Billboard)       | 1              |
| Escócia (Official Scottish Albums)    | 3              |
| Estados Unidos (Billboard 200)        | 1              |
| Finlândia (Suomen virallinen lista)   | 11             |
| Irlanda (IRMA)                        | 3              |
| Itália (FIMI)                         | 8              |
| Noruega (VG-lista)                    | 8              |
| Nova Zelândia (RMNZ)                  | 3              |
| Países Baixos (Dutch Charts)          | 1              |
| Reino Unido (Official Albums Chart)   | 2              |
| Chéquia (ČNS IFPI)                    | 1              |
| Suécia (Sverigetopplistan)            | 6              |

## Histórico de lançamento
| Região         | Data                   | Formato(s)                    | Gravadora | Ref.   |
| -------------- | ---------------------- | ----------------------------- | --------- | ------ |
| Vários         | 2 de fevereiro de 2018 | CD download digital Streaming | RCA       | [ 1 ]  |
| Estados Unidos | 2 de fevereiro de 2018 | Vinil                         | RCA       | [ 48 ] |